# Gran Enciclopedia Aragonesa
La Gran Enciclopedia Aragonesa (GEA) est une encyclopédie thématique sur l'Aragon.

## Histoire
Elle a commencé à être éditée en 1981 sous la direction de Eloy Fernández Clemente. En 1999, Prensa Diaria Aragonesa SA, la maison d'édition du journal El Periódico de Aragón a acquis les droits de l'encyclopédie et a sorti l'année suivante la version GEA 2000, dont plus 8 000 exemplaires ont été vendus. Un appendice a été ajouté en 2003.
L'encyclopédie a commencé à être numérisée en 2002, et en septembre 2003 a été lancée la version 1.0 de la Gran Enciclopedia Aragonesa On-Line. La version numérique est stoppée en 2022.